# Copa del Rey de baloncesto 2015
La 79.ª edición de la Copa del Rey de baloncesto se celebró en el Gran Canaria Arena de Las Palmas de Gran Canaria del 19 al 22 de febrero de 2015. Fue la 2.ª edición disputada en Las Palmas de Gran Canaria, tras la edición de  1990 que tuvo lugar en el Centro Insular de Deportes.
Momentos antes de la celebración de la final se produjo una fuerte pitada y abucheo a Felipe VI, jefe del Estado español y al himno de España, suceso que provocó una gran indignación en algunos sectores de la sociedad española, aunque el Gran Canaria Arena respondió con aplausos con el fin de callar los pitos contra el himno.
El campeón del torneo fue el Real Madrid, que en el camino a la final derrotó al CAI Zaragoza en cuartos de final, y al FIATC Joventut en semifinales. En la final el conjunto entrenado por Pablo Laso venció por 71-77 a un F. C. Barcelona que en su camino a la final había vencido al Valencia Basket Club en cuartos de final, y al Unicaja en semifinales. Con esta victoria, el Real Madrid sigue siendo el equipo que más veces ha ganado la competición (25). Rudy Fernández del Real Madrid fue elegido como MVP del torneo.

## Equipos participantes
Los siete primeros clasificados después de la primera mitad de la liga regular se clasificaron para el torneo. Como el  Herbalife Gran Canaria, el equipo anfitrión, terminó entre los siete primeros, el octavo clasificado se unió a la Copa del Rey.
| Pos | Equipo                 | J  | G  | P | P.F.  | P.C.  | +/-  | Sorteo            |
| --- | ---------------------- | -- | -- | - | ----- | ----- | ---- | ----------------- |
| 1   | Unicaja Málaga         | 17 | 14 | 3 | 1.400 | 1.271 | +129 | Cabezas de serie  |
| 2   | Real Madrid            | 17 | 13 | 4 | 1.440 | 1.312 | +128 | Cabezas de serie  |
| 3   | FIATC Joventut         | 17 | 13 | 4 | 1.340 | 1.291 | +38  | Cabezas de serie  |
| 4   | F. C. Barcelona        | 17 | 12 | 5 | 1.374 | 1.218 | +156 | Cabezas de serie  |
| 5   | Bilbao Basket          | 17 | 12 | 5 | 1.295 | 1.234 | +61  | Equipos restantes |
| 6   | Valencia Basket Club   | 17 | 10 | 7 | 1.351 | 1.276 | +75  | Equipos restantes |
| 7   | Herbalife Gran Canaria | 17 | 10 | 7 | 1.327 | 1.281 | +46  | Equipos restantes |
| 8   | CAI Zaragoza           | 17 | 10 | 7 | 1.291 | 1.287 | +4   | Equipos restantes |

## Sorteo
Una vez completada la primera vuelta de la Liga Endesa y conocidos los equipos clasificados para la Copa del Rey de Gran Canaria 2015, se celebró el lunes 19 de enero el sorteo de emparejamientos. El evento tuvo lugar a las 11 hora insular (12 peninsular) en la pista central del pabellón Gran Canaria Arena, donde se disputa la fase final del torneo del 19 al 22 de febrero.
La dinámica del sorteo contempló únicamente cuatro cabezas de serie, los mejores clasificados de la primera vuelta de la Liga Regular, en un sorteo puro con los otros cuatro equipos clasificados.

## Resultados
|  | Cuartos de final       | Cuartos de final   |                |                | Semifinales   | Semifinales   |  |                 | Final         | Final         |  |
|  | 19 y 20 de febrero     | 19 y 20 de febrero |                |                | 21 de febrero | 21 de febrero |  |                 | 22 de febrero | 22 de febrero |  |
|  |                        |                    |                |                |               |               |  |                 |               |               |  |
|  |                        |                    |                |                |               |               |  |                 |               |               |  |
|  | F.C. Barcelona         | 85                 |                |                |               |               |  |                 |               |               |  |
|  | F.C. Barcelona         | 85                 |                |                |               |               |  |                 |               |               |  |
|  | Valencia Basket Club   | 80                 |                |                |               |               |  |                 |               |               |  |
|  | Valencia Basket Club   | 80                 |                | F.C. Barcelona | 87            |               |  |                 |               |               |  |
|  |                        |                    |                | F.C. Barcelona | 87            |               |  |                 |               |               |  |
|  |                        |                    | Unicaja Málaga | 79             |               |               |  |                 |               |               |  |
|  | Unicaja Málaga         | 86                 | Unicaja Málaga | 79             |               |               |  |                 |               |               |  |
|  | Unicaja Málaga         | 86                 |                |                |               |               |  |                 |               |               |  |
|  | Bilbao Basket          | 78                 |                |                |               |               |  |                 |               |               |  |
|  | Bilbao Basket          | 78                 |                |                |               |               |  | F. C. Barcelona | 71            |               |  |
|  |                        |                    |                |                |               |               |  | F. C. Barcelona | 71            |               |  |
|  |                        |                    | Real Madrid    | 77             |               |               |  |                 |               |               |  |
|  | FIATC Joventut         | 74                 | Real Madrid    | 77             |               |               |  |                 |               |               |  |
|  | FIATC Joventut         | 74                 |                |                |               |               |  |                 |               |               |  |
|  | Herbalife Gran Canaria | 67                 |                |                |               |               |  |                 |               |               |  |
|  | Herbalife Gran Canaria | 67                 |                | FIATC Joventut | 83            |               |  |                 |               |               |  |
|  |                        |                    |                | FIATC Joventut | 83            |               |  |                 |               |               |  |
|  |                        |                    | Real Madrid    | 100            |               |               |  |                 |               |               |  |
|  | Real Madrid            | 85                 | Real Madrid    | 100            |               |               |  |                 |               |               |  |
|  | Real Madrid            | 85                 |                |                |               |               |  |                 |               |               |  |
|  | CAI Zaragoza           | 73                 |                |                |               |               |  |                 |               |               |  |
|  | CAI Zaragoza           | 73                 |                |                |               |               |  |                 |               |               |  |
|  |                        |                    |                |                |               |               |  |                 |               |               |  |

### Cuartos de final
| 19 de febrero de 2015 18:00 (WET) | F.C. Barcelona                               | 85–80                | Valencia Basket Club                          | Las Palmas de Gran Canaria |  |
|                                   | Parciales: 25-21, 19-17, 18-19, 23-23        |                      |                                               | |  |
|                                   | Estadísticas Abrines 16 Tomić 7 Satoransky 4 | Reporte Pts Reb Asts | Estadísticas 19 Dubljević 6 Dubljević 6 Ribas | Pabellón: Gran Canaria Arena Asistencia: 9.475 espectadores Árbitros: Juan Carlos Arteaga Emilio Pérez Pizarro Carlos Cortés Televisión: |  |

| 19 de febrero de 2015 20:30 (WET) | Unicaja Málaga                                 | 86–78                | Bilbao Basket                                    | Las Palmas de Gran Canaria |  |
|                                   | Parciales: 21-17, 20-20, 27-22, 18-19          |                      |                                                  | |  |
|                                   | Estadísticas Granger 18 Kuzminskas 7 Granger 4 | Reporte Pts Reb Asts | Estadísticas 18 Colom 8 L. Williams 4 Raül López | Pabellón: Gran Canaria Arena Asistencia: 9.475 espectadores Árbitros: José Antonio Martín Bertrán Miguel Ángel Pérez Pérez Óscar Perea Televisión: |  |

| 20 de febrero de 2015 18:00 (WET) | Real Madrid                           | 85–73                | CAI Zaragoza                                       | Las Palmas de Gran Canaria |  |
|                                   | Parciales: 21-21, 16-20, 30-15, 18-17 |                      |                                                    | |  |
|                                   | Estadísticas Rudy 16 Rudy 8 Llull 7   | Reporte Pts Reb Asts | Estadísticas 14 Norel 10 Jelovac 4 Lisch, Llompart | Pabellón: Gran Canaria Arena Asistencia: 9.720 espectadores Árbitros: Daniel Hierrezuelo Benjamín Jiménez Trujillo Fernando Calatrava Televisión: |  |

| 20 de febrero de 2015 20:30 (WET) | Herbalife Gran Canaria                  | 67–74                | FIATC Joventut                          | Las Palmas de Gran Canaria |  |
|                                   | Parciales: 16-11, 12-23, 25-14, 14-26   |                      |                                         | |  |
|                                   | Estadísticas Kuric 19 Tavares 10 Báez 2 | Reporte Pts Reb Asts | Estadísticas 21 Vidal 7 Llovet 4 Savané | Pabellón: Gran Canaria Arena Asistencia: 9.850 espectadores Árbitros: Juan Carlos García González Antonio Conde Carlos Peruga Televisión: |  |

### Semifinales
| 21 de febrero de 2015 18:00 (WET) | F.C. Barcelona                              | 87–79                | Unicaja Málaga                                   | Las Palmas de Gran Canaria |  |
|                                   | Parciales: 18-15, 16-24, 25-20, 28-20       |                      |                                                  | |  |
|                                   | Estadísticas D. Thomas 13 Tomić 10 Oleson 5 | Reporte Pts Reb Asts | Estadísticas 13 Kuzminskas 9 W. Thomas 7 Granger | Pabellón: Gran Canaria Arena Asistencia: 9.806 espectadores Árbitros: Juan Carlos García González Emilio Pérez Pizarro Carlos Peruga Televisión: |  |

| 21 de febrero de 2015 20:30 (WET) | FIATC Joventut                            | 83–100       | Real Madrid                                 | Las Palmas de Gran Canaria |  |
|                                   | Parciales: 26-24, 26-22, 8-25, 23-29      |              |                                             | |  |
|                                   | Estadísticas Savané 14 Miralles 6 Vidal 5 | Pts Reb Asts | Estadísticas 19 Llull 5 Ayón 7 S. Rodríguez | Pabellón: Gran Canaria Arena Asistencia: 9.806 espectadores Árbitros: Juan Carlos Arteaga Benjamín Jiménez Trujillo Carlos Cortés Televisión: |  |

### Final
| 22 de febrero de 2015 18:00 (WET) | F. C. Barcelona                          | 71–77                | Real Madrid                                 | Las Palmas de Gran Canaria |  |
|                                   | Parciales: 21-18, 21-23, 15-23, 14-13    |                      |                                             | |  |
|                                   | Estadísticas Tomić 25 Tomić 11 Huertas 4 | Reporte Pts Reb Asts | Estadísticas 16 Rudy 7 Ayón, Nocioni 5 Rudy | Pabellón: Gran Canaria Arena Asistencia: 9.870 espectadores Árbitros: Daniel Hierrezuelo Emilio Pérez Pizarro Miguel Ángel Pérez Pérez Televisión: |  |

| Campeones de la Copa del Rey 2015  |
| ---------------------------------- |
| Real Madrid Vigésimo quinto título |

## Quinteto ideal y MVP de la Copa del Rey 2015
- Jayson Granger, Unicaja Málaga
- Sergio Rodriguez, Real Madrid
- Rudy Fernández, Real Madrid MVP
- Ante Tomić, FC Barcelona
- Sitapha Savané, Juventud Badalona[5]

## Minicopa Endesa
La Minicopa Endesa cumplió su duodécima edición en la que el Real Madrid defendía el título logrado en la edición anterior. Tras imponerse en la final al Unicaja por 74-77, los madridistas revalidaron el título sumando así su tercer campeonato.
Para acceder a la fase final ambos conjuntos ganaron todos los partidos de su respectivo grupo de cuatro aspirantes. Ambos conjuntos sumaron tres victorias en tres partidos clasificándose para el decisivo partido de manera invicta. En el rendimiento individual destacó el Kareem Queeley quien se proclamó MVP de la Final tras anotar treinta y seis puntos, capturar trece rebotes para firmar un cuarenta y tres de valoración. Dichas cifras convirtieron a su equipo en el más anotador también del torneo con trescientos sesenta y tres puntos y el que mayor diferencia de puntos consiguió en un partido con ochenta y cinco logrados frente al Gran Canaria.

### Fase de grupos
| Grupo A | Grupo A         | Grupo A | Grupo A | Grupo A | Grupo A | Grupo A | Grupo A |
| Pos     | Equipo          | J       | G       | P       | P.F.    | P.C.    | +/-     |
| ------- | --------------- | ------- | ------- | ------- | ------- | ------- | ------- |
| 1       | Unicaja Málaga  | 3       | 3       | 0       | 247     | 181     | +66     |
| 2       | F. C. Barcelona | 3       | 2       | 1       | 283     | 227     | +56     |
| 3       | CAI Zaragoza    | 3       | 1       | 2       | 214     | 239     | -25     |
| 4       | Bilbao Basket   | 3       | 0       | 3       | 157     | 254     | -97     |

| Grupo B | Grupo B              | Grupo B | Grupo B | Grupo B | Grupo B | Grupo B | Grupo B |
| Pos     | Equipo               | J       | G       | P       | P.F.    | P.C.    | +/-     |
| ------- | -------------------- | ------- | ------- | ------- | ------- | ------- | ------- |
| 1       | Real Madrid          | 3       | 3       | 0       | 280     | 136     | +144    |
| 2       | Valencia Basket Club | 3       | 2       | 1       | 201     | 202     | -1      |
| 3       | FIATC Joventut       | 3       | 1       | 2       | 195     | 239     | -44     |
| 4       | Gran Canaria         | 3       | 0       | 3       | 128     | 227     | -99     |

### Jornada 1
| 20 de febrero 8:30 | CAI Zaragoza | 61-82   | Unicaja Málaga | Centro Insular de Deportes, Las Palmas de Gran Canaria |  |
|                    |              | Reporte |                |                                                        |  |

| 20 de febrero 10:15 | F. C. Barcelona | 104-59  | Bilbao Basket | Centro Insular de Deportes, Las Palmas de Gran Canaria |  |
|                     |                 | Reporte |               |                                                        |  |

| 20 de febrero 12:00 | Gran Canaria | 61-66   | FIATC Joventut | Centro Insular de Deportes, Las Palmas de Gran Canaria |  |
|                     |              | Reporte |                |                                                        |  |

| 20 de febrero 13:45 | Real Madrid | 84-58   | Valencia Basket Club | Centro Insular de Deportes, Las Palmas de Gran Canaria |  |
|                     |             | Reporte |                      |                                                        |  |

| 20 de febrero 15:30 | CAI Zaragoza | 86-103  | F. C. Barcelona | Centro Insular de Deportes, Las Palmas de Gran Canaria |  |
|                     |              | Reporte |                 |                                                        |  |

| 20 de febrero 17:15 | Unicaja Málaga | 83-44   | Bilbao Basket | Centro Insular de Deportes, Las Palmas de Gran Canaria |  |
|                     |                | Reporte |               |                                                        |  |

### Jornada 2
| 21 de febrero 8:30 | FIATC Joventut | 73-89   | Valencia Basket Club | Centro Insular de Deportes, Las Palmas de Gran Canaria |  |
|                    |                | Reporte |                      |                                                        |  |

| 21 de febrero 10:30 | Gran Canaria | 22-107  | Real Madrid | Centro Insular de Deportes, Las Palmas de Gran Canaria |  |
|                     |              | Reporte |             |                                                        |  |

| 21 de febrero 12:00 | Bilbao Basket | 54-67   | CAI Zaragoza | Centro Insular de Deportes, Las Palmas de Gran Canaria |  |
|                     |               | Reporte |              |                                                        |  |

| 21 de febrero 13:45 | F. C. Barcelona | 76-82   | Unicaja Málaga | Centro Insular de Deportes, Las Palmas de Gran Canaria |  |
|                     |                 | Reporte |                |                                                        |  |

| 21 de febrero 15:30 | Gran Canaria | 45-54   | Valencia Basket Club | Centro Insular de Deportes, Las Palmas de Gran Canaria |  |
|                     |              | Reporte |                      |                                                        |  |

| 21 de febrero 17:15 | Real Madrid | 89-56   | FIATC Joventut | Centro Insular de Deportes, Las Palmas de Gran Canaria |  |
|                     |             | Reporte |                |                                                        |  |

### Final
| 22 de febrero 12:00 | Unicaja Málaga                       | 60–83   | Real Madrid | Las Palmas de Gran Canaria |  |
|                     | Parciales: 12-24, 20-20, 14-9, 14-30 |         |             | |  |
|                     |                                      | Reporte |             | Pabellón: Centro Insular de Deportes Asistencia: 3.500 espectadores Árbitros: Benjamín Jiménez Fernando Calatrava Samuel Suárez |  |